# Tipula (Setitipula) esselen
Tipula (Setitipula) esselen is een tweevleugelige uit de familie langpootmuggen (Tipulidae). De soort komt voor in het Nearctisch gebied.